# 泉佐野青年会議所
公益社団法人泉佐野青年会議所（いずみさのせいねんかいぎしょ、略称：JCI泉佐野は、大阪府南部に位置する泉佐野市、泉南郡熊取町、田尻町(1市2町)を活動エリアとする公益社団法人である。日本青年会議所に加盟している。

## 概要

### 目的
昭和32年設立以来、「明るい豊かな社会」の実現を同じ理想とし20歳から40歳までの青年が同じ志のもとに集まり活動している団体であり、三つの信条のもと、よりよい社会づくりをめざし、ボランティアや行政改革等の社会的課題に積極的に取り組んでいる。

### 会員
65名（2024年6月現在）。1市2町及びその周辺地域に住所または勤務先を有する20歳以上40歳以下の品格ある者は正会員としての資格を有する。

## 沿革 （2023年12月現在）

### 1950年代
1957年（昭和32年）
- 10月23日 - 創立総会が開かれる

1958年（昭和33年）
- 初代理事長　矢野 秀治
- スローガン「若い力で経済建設」
- 2月17日 - 日本青年会議所入会
- 4月12日 - JCI泉佐野認証状伝達式
- 丸善石油見学会
- 市内日保護世帯を対象に「一日里親」

1959年（昭和34年）
- 第2代理事長　矢野 秀治
- スローガン「～JCの力で築こう明るい社会～」
- 近畿地区野球大会において優勝
- じゃがいもクラブ発足
- 全国全員大会において登録第一足表彰

### 1960年代
1960年（昭和35年）
- 第3代理事長　岡本 孔伺
- スローガン「～JCの一人一人が社会の希望～」
- 近畿地区野球大会において連続優勝
- 住友銀行佐野支店屋上に「愛の鐘」設立
- JCI泉佐野のスポンサーによりJCI貝塚誕生

1961年（昭和36年）
- 第4代理事長　田端 実
- スローガン「～JCは明日の道しるべ～」
- 市民児童画展開催
- 女子野球サロンパスチームと親善試合
- 会員視察懇親会として名古屋JCを訪問
- JCI泉佐野メンバー、JCI日本スローガン佳作に入選「JCの若き力で豊かな社会」

1962年（昭和37年）
- 第5代理事長　大木 敬治
- スローガン「～経済の正しい成長になえJC～」
- JCI泉佐野創立5周年記念式典
- 中学生の声を聞く会開催
- 死亡ゼロ運動に黄色のポロシャツ姿で参加

1963年（昭和38年）
- 第6代理事長　大木 敬治
- スローガン「～JCの若さで結べ世界はひとつ～」
- 山本市長を囲む懇談会
- 市内生活保護家庭の小学生を対象に クリスマスパーティー
- 死亡ゼロ日に交通指導
- ロータリー、ライオンズ、JCの三者の協力により「泉佐野ボーイスカウト育成会」結成
- 公明選挙パレード「公明選挙で明るい社会」

1964年（昭和39年）
- 第7代理事長　沢野 元之助
- スローガン「～新時代築く若さと指導力～」
- 第一回青少年文化祭を開催
- 社明運動夜間街頭パトロール
- JC、ボーイスカウトが合同で交通安全デーに参加
- 「泉佐野ボーイスカウト第一団」が発団式
- 阪南6LOM「愛の献血運動」
- 秋の全国交通安全週間にJCI泉佐野より 「一日警察官」誕生

1965年（昭和40年）
- 第8代理事長　沢野 元之助
- スローガン「～福祉国家創るさきがけ果せJC～
- 第1回バッカスの集い開催
- 市文化祭に協賛して中学校弁論大会」

1966年（昭和41年）
- 第9代理事長　加茂 甚作
- スローガン「～JAYCEEの若さで創ろう明るい社会～」
- 東邦プレハブ工業見学会
- 大阪府教育長を囲む懇談会

1967年（昭和42年）
- 第10代理事長　木戸 秀一
- スローガン「～JAYCEEの勇気で築こう正しい社会～」
- 新制作座「どろかぶら」公演
- 10周年準備委員会発足

1968年（昭和43年）
- 第11代理事長　森嶋 八洲樹
- スローガン「～日本の正しい行く手しめせJAYCEE～」
- JCI泉佐野10周年記念式典
- JCタワー除幕式
- 事務局を開設

1969年（昭和44年）
- 第12代理事長　神藤 真一郎
- スローガン「～豊かな心・厳しい自覚・貫け社会の正義～」
- JCスクール開催
- 市内各中学校に植樹
- JCI泉南説立のための設立総会、創立総会開催

### 1970年代
1970年（昭和45年）
- 第13代理事長　山岸 昇
- スローガン「～JAYCEEの総意でしめせ日本の姿勢～」
- 会員納涼大会を開催
- 4月5日JCI泉佐野のスポンサーによりJCI泉南誕生
- 例会の食事時間にピアノ演奏を行い、好評を博す
- 初の女性会員が登場

1971年（昭和46年）
- 第14代理事長　藤原健作
- スローガン「～豊かな・心厳しい自覚・築こうアジアの連帯感～」
- 家族会としてしいたけ狩り
- 空港問題を聞く会
- 「公害のない空港を誘致しよう」という
- 総会決議を発表

1972年（昭和47年）
- 第15代理事長　堺谷 守
- スローガン「～考える・行動する・若い力が未来をひらく～」
- 新関西国際空港の誘致請願
- 小野会頭との対話集会
- JCI泉佐野のホストによる大阪ブロック
- 親睦ボーリング大会開催

1973年（昭和48年）
- 第16代理事長　田端 弘三
- スローガン「～若人と創ろう築こう豊かな社会～」
- JCI泉佐野創立15周年記念式典
- 記念園遊会を熊取原子炉で開催
- 高校生とJCの対話集会
- 阿部進を招き「カバゴンと語ろうフェスティバル」
- 当空港問題特別委員が空港視察のため渡欧

1974年（昭和49年）
- 第17代理事長　吉田 進
- スローガン「～模索する英知・挑戦する勇気・若さで担え日本の未来～」
- 日本アマチュアレスリング大会
- JCI篠山を訪問
- キリン草撲滅運動
- 前田完治日本JC会頭来佐、例会で講演
- JCI泉佐野のホストにより南地域合同例会を開催

1975年（昭和50年）
- 第18代理事長　野出 健二
- スローガン「～人間への期待・明日への行動・創ろう正しい日本の心～」
- JCI泉佐野のホストによる大阪ブロック親睦ゴルフ大会開催
- ブロック統一事業デーに、映画「青い鳥」上映
- 「パパの顏」絵画展
- ブロック統一テーマ「あすなろ100」
- 関連事業
- 「子供について語ろう」
- 「留学生を囲んで語ろう」
- 「子供と共に見よう語ろう泉佐野」
- 「見よう歩こう泉佐野」

1976年（昭和51年）
- 第19代理事長　北川 一彦
- スローガン「～自立の心・拓こう未来・築こうわれらの連帯を～」
- 第一回「郷土芸能の集い」開催
- 「向江新市長を囲む会」を開催

1977年（昭和52年）
- 第20代理事長　松浪 啓一
- スローガン「～築こう日本の礎・はかろう自治意識の高揚～」
- 「郷土芸能の集い連絡協議会」設立及び開催（第2回）への全面支援
- JCI篠山と姉妹提携を結ぶ
- 「OBと語ろう会」開催
- 青少年とのサッカー試合
- 理事長隣接4LOM訪問

1978年（昭和53年）
- 第21代理事長　山岸 洋幸
- スローガン「～厳しい自覚・明日への飛躍・世界に示そう日本の心～」
- JCI泉佐野創立20周年記念式典
- 「20周年記念誌」発行
- JCタワー建設
- 第1回「市町民討論会」開催
- マネージメントゲーム開催
- 第3回「郷土芸能の集い」開催への全面支援

1979年（昭和54年）
- 第22代理事長　奥 一男
- スローガン「～勇気ある挑戦・厳しい自覚・世界に翔け青年の力～」
- 内部充実
- 各種大会への積極参加
- 第2回「市町民討論会」開催
- 第4回「郷土芸能の集い」開催へ全面支援

### 1980年代
1980年（昭和55年）
- 第23代理事長　加茂 義二
- スローガン「～ひろげよう地域の輪・たかめよう国際意識・問いかけよう日本の安全～」
- JCスクールオリエンテーションの開催
- 経営勉強会の開催
- 第35回JCI大阪会議への参加
- 第3回「市町民討論会」開催
- 第5回「郷土芸能の集い」開催への全面支援

1981年（昭和56年）
- 第24代理事長　佐古 光明
- スローガン「～見つめよう国際社会・考えよう日本の役割・示そう青年の気概～」
- 第1回「JC健康マラソン」開催
- 空港問題、8市5町への白紙撤回要望書提出
- 第4回「市町民討論会」開催
- 第6回「郷土芸能の集い」開催への全面支援

1982年（昭和57年）
- 第25代理事長　北浦 正憲
- スローガン「～私の町から日本へ世界へ～」
- 第2回「JC健康マラソン」開催
- 空港問題「関西新国際空港早期実現推進決議」の採択
- 行財政改革への取り組み
- 第5回「市町民討論会」開催
- 第7回「郷土芸能の集い」開催への全面支援

1983年（昭和58年）
- 第26代理事長　北浦 博
- スローガン「～JAYCEE哲学を持って   活力ある街づくりへの推進～」
- JCI泉佐野　社団法人格取得
- JCI泉佐野創立25周年記念式典
- 「教育は死なず」映写会
- 公開例会　竹村健一特別講演
- 第3回「JC健康マラソン」開催
- 第8回「郷土芸能の集い」開催への全面支援

1984年（昭和59年）
- 第27代理事長　泉 實
- スローガン「～今こそルネッサンス・創ろう新しい日本の時代～」
- 小学生のはがきによる21世紀の夢「絵画コンクール」の開催
- 第4回「JC健康マラソン」開催
- 第9回「郷土芸能の集い」開催への全面支援

1985年（昭和60年）
- 第28代理事長　山本 忠夫
- スローガン「～　青年会議所としてJAYCEEとして　“今何を！自覚と行動を!”　～」
- 大阪ブロック統一事業、第3回「ハガキ絵画コンクール」の開催
- 第5回「JC健康マラソン」開催
- 第10回「郷土芸能の集い」開催への全面支援

1986年（昭和61年）
- 第29代理事長　向井 宇佐雄
- スローガン「～JAYCEEとしての品格と精神を持って心のこもったJC運動を!～」
- 長期問題、創立30周年準備、事業企画の3特別委員会設置
- 第6回「JC健康マラソン」開催
- 第11回「郷土芸能の集い」開催への全面支援

1987年（昭和62年）
- 第30代理事長　森口　一郎
- スローガン「～　新時代への挑戦　－輝く未来のために今改革を－　～」
- 第1回「JCフェスティバル」開催
- 第1回「JC杯争奪サッカー大会」開催
- 第7回「JC健康マラソン」開催
- 第12回「郷土芸能の集い」開催への全面支援
- 空港関連プロジェクトについて市民の意識アンケート調査

1988年（昭和63年）
- 第31代理事長　新田谷 修司
- スローガン「～　郷土の繁栄と調和　－住み良い国際都市づくりを目指して－　～」
- JCI泉佐野創立30周年記念式典
- 30周年記念事業「映画まつり」
- 30周年記念事業「記念講演会」ケント・ギルバート講演
- 公開例会　小島孝治講演
- 第2回「JC杯争奪サッカー大会」開催
- 第8回「JC健康マラソン」開催
- 第13回「郷土芸能の集い」開催への全面支援

1989年（昭和64年・平成元年）
- 第32代理事長　古谷 和道
- スローガン「～　理想的社会の創造－次代の為に今なすべき事－意識改革－　～」
- JCI常滑との合同空港視察勉強会
- 親子魚釣り大会
- 「国際都市を目指して」の街のフォトコンクール
- 第3回「JC杯争奪サッカー大会」開催
- 第9回「JC健康マラソン」開催
- 第14回「郷土芸能の集い」開催への全面支援

### 1990年代
1990年（平成2年）
- 第33代理事長　佐藤 憲成
- スローガン「新世紀の創造 －今変革の次代に動指針の確立を目指して－」
- 藤田公康JCI日本会頭来佐　例会で講演
- 親子ヨットスクールの開催
- 親子飯盒炊きんの開催
- JCI常滑との懇談会
- 第4回「JC杯争奪サッカー大会」開催
- 第10回「JC健康マラソン」開催
- 第15回「郷土芸能の集い」開催への全面支援

1991年（平成3年）
- 第34代理事長　中西 誠
- スローガン「地球都市創造への挑戦 －21世紀の幕開け人へ、今行動の時－」
- 公開例会　林信子　講演
- 公開例会　諸口あきら　講演
- 紀州街道ウォークラリー開催
- 第5回「JC杯争奪サッカー大会」開催
- 第11回「JC健康マラソン」開催
- 第16回「郷土芸能の集い」開催への全面支援

1992年（平成4年）
- 第35代理事長　庄司 勝
- スローガン「伝統と国際化を見つめて－考えよう　過去　現在　未来－」
- 小栗街道ウォークラリー開催
- 明美ちゃん募金チャリティーバザー
- 第6回「JC杯争奪サッカー大会」開催
- 第12回「JC健康マラソン」開催
- 第17回「郷土芸能の集い」開催への全面支援

1993年（平成5年）
- 第36代理事長　新田 輝彦
- スローガン「今、時代のためにできること－行動せよ!英知と勇気と情熱をもって－」
- JCI泉佐野創立35周年記念式典
- 35周年記念講演　丸山浩路
- 35周年記念事業
- 「奥山雨山グリーンアドベンチャー開催
- 社会福祉協議会チャリティーショー協賛
- 第7回「JC杯争奪サッカー大会」開催
- 北海道南西沖地震対策義援金募金
- 公開例会　松浪健四郎　講演
- 親子魚釣り大会の開催
- ボーイスカウトとの共同野外活動（山岸昇先輩の指導、協力による）
- 「郷土芸能の集い」を泉佐野市観光協会へ移管
- 「JC健康マラソン」を泉佐野市社会体育課へ移管

1994年（平成6年）
- 第37代理事長　北川 伝吉
- スローガン「～　一所懸命　－考えよう、行動しよう、明日のために－　～」
- 第1回「JCジャンボカーニバル」開催
- 公開例会　平松邦夫　講演
- 公開例会　田舞徳太郎　講演
- 公開例会　安達日出男　講演
- 愛の献血キャンペーン
- 第8回「JC杯争奪サッカー大会」開催

1995年（平成7年）
- 第38代理事長　鈴木 茂之
- スローガン「～羽ばたけコスモポリタンとして～」
- 全国会員大会堺大会を副主官として支援
- 阪神淡路大震災支援
- 「阪神鐘の鳴る丘」リフレッシュキャンプ
- BUNGU AID 95ミャンマーミッション
- 献血キャンペーン
- 「臨空都市“泉佐野・田尻・熊取”へ向けて」提言書作成
- 第2回「JCジャンボカーニバル」開催
- 公開例会　諸口あきら　基調講演
- 第9回「JC杯争奪サッカー大会」開催

1996年（平成8年）
- 第39代理事長　山田 政司
- スローガン「～“一日一しん”よ永遠に～」
- 家族会「スキー」神鍋高原　アップ神鍋スキー場
- 視察・訪問勉強会「“浦添JCに学ぼう”JC活動と協力とは」
- 都市訪問「直島より学ぶ」
- 第3回「JCンボカーニバル」開催
- 「LOVELOVEALL'96すべてに愛を」
- 第10回「JC杯争奪サッカー大会」開催

1997年（平成9年）
- 第40代理事長　峯 良宏
- スローガン「～NOW, JUST DO IT!～」
- 創立40周年記念第4回「JCジャンボカーニバル」
- ひとづくり・まちづくり中学生会議
- 第11回「JC杯争奪サッカー大会」開催
- BUNGU AID'97
- 答申書作成「新人間社会の創造を描く」
- JCI泉佐野ホームページ開設

1998年（平成10年）
- 第41代理事長　豊田 裕義
- スローガン「～よりよき明日の創造を目指して～」
- 関空陸上ルート実機飛行体験
- 2月度例会「青年会議所での役割と責任」「心のこもった指導」
- 3月度例会「高齢者の不便さ、気持ちを考える」
- ふれ愛ネイチャリングキャンプ
- 4月度例会　講師：大八木敦史 「ザ　パワー　オブ　コンビネーション」
- 5月度例会「国際貢献、国際事業のあり方について」
- 大阪国際シネマドリーム'98いずみさの映画祭
- 6月度例会「公的融資制度活用セミナー」
- 第5回「JCジャンボカーニバル」
- 関西国際空港第2期事業推進に関する要望書
- 9月度例会「調査報告及び体感」
- 10月度例会「教育問題の報告とテーブルディスカッション」
- 11月度例会「活発な委員会とは？」
- BUNGU AID'98 PHILIPPINES MISSION

1999年（平成11年）
- 第42代理事長　山田 良徳
- スローガン「泉佐野・熊取・田尻そして関西国際空港－はばたけ!地球市民　21世紀へ－」
- 2月度例会「21世紀へ向け、思いやりをもった優しいまちづくりとは」
- 3月度例会「世界の子供として」
- 勉強会　講師：松浪啓一 「コスモポリス跡地についてフリーディスカッション」
- 4月度例会　講師：宇野正美 「新時代への芽生え」
- 5月度例会　講師：木村政雄 「常識破りの経営」～お笑い界のドン吉本興業の戦略～
- 6月度例会　講師：岡崎助一 「オリンピックにおける国際貢献」
- 施設見学　南大阪湾岸南流域下水道　南部処理場「What'S ISO14001?－次世代のために－
- 企業訪問　毎日新聞社　大阪本社「21世紀の原点に迫る」
- アースピープルキャンプ
- 第13回「JC杯争奪サッカー大会」開催
- 9月度例会　講師：松江美季 「旅立ち」～あなたの勇気ねむってはいませんか？～
- 10月度例会「ザ・ディベート」
- 11月度例会　報告例会「1999年を振り返る」

### 2000年代
2000年（平成12年）
- 第43代理事長　腕野 幸博
- スローガン「未来への遺産　～LOVE ALL 2000～“すべてに愛を”」
- 2月度例会　講師：露の新冶 「お笑い人権高座」
- 3月度例会「信頼こそ子どもを伸ばす鍵」
- 4月度例会　講師：横澤彪 「みなみはひとつ」～巻き起こせ21世紀への風～「自分らしく生きよう」
- 5月度例会　講師：音田篤 「国際交流に学ぶ」
- 6月度例会　講師：田中靖夫 「競争に生き残るために」～LOVE ALL 2000～“すべてに愛を”
- 企業訪問　不二製油（株）「競争に生き残るために」
- 答申書の作成「21世紀（未来）への遺産」
- 第14回JC杯争奪サッカー大会
- 泉佐野国際映画祭
- 9月度例会　コーチ：斎藤信悟、石原成昭 「この指とーまれ!」
- 勉強会（有）北庄司酒造 「伝統を残しながら世界へ羽ばたく」
- 10月度例会　テーブルディスカッション「思いやりのまちづくり」
- 11月度例会　講師：荒山元秀 「情報化こそ財産」

2001年（平成13年）
- 第44代理事長　西野 辰也
- スローガン「～　21世紀の幕開け“愛はふれあいから”　～」
- 2月度例会　講師：新田谷修司 「今こそリーダーシップを発揮する時だ」
- 新世紀会頭公式訪問　土屋龍一郎会頭
- 3月度例会　講師：森田裕康 「21世紀にりんくうタウンはどのようにかわっていくのか！」
- 南地域合同例会　講師：古賀稔彦 「共感　南」～いまからここから　チャレンジ21～「人生の教科書」
- 5月度例会　講師：小山ちれ、山下哲 「スポーツをとおして国際意識を高めよう!」
- 6月度例会　講師：安達俊之 「うる・つくる +α」
- ふれ愛・ファミリンピック21
- 勉強会　講師：日下正基 「市町村合併で?」～地方分権を再考する～
- 第15回「JC杯争奪サッカー大会」開催
- 9月度例会「市町村合併でどうなるの?－JCとしての関わり－
  - パネラー：砂本兼三、竹内三郎、西野辰也
  - コーディネーター：土屋英仁
- 施設訪問　大阪証券取引所「経済のシステムを見よう」
- 全国大会　大阪大会（副主幹）
- 10月度例会　講師：高橋幸男 「不況の出口を探そう」
- 11月度例会　講師：川上範夫 「心のこもった教育を」～関係性の体験について考える～
- 答申書「5年後の泉佐野JC」

2002年（平成14年）
- 第45代理事長　杉岡 繁昭
- スローガン「新たなる出発（たびだち）－行動しよう！夢を語り、愛を持って－」
- 2月度例会　講師：有川康由貴 「会員拡大の意味　大好きなJC運動が出来ない時代がやってくる。」
- JCI泉佐野創立45周年記念式典
- 3月度例会 「韓国と日本のパートナーシップ｝
  - コーディネーター：岩井辰麿　
  - パネラー：許勇虎、金在洋、金順二、許哲訓、杉岡繁昭、角竜一、明貝一平、高木剛
- 4月度例会　講師：スペル・デルフィン 「道の可能性を切り拓け」「ファイト一発・燃やせ情熱!」
- 5月度例会　講師：永田弘道 「今、あなたの会社に必要なのはこれだ!!起業精神を育む管理者の育成」
- 6月度例会　テーブルディスカッション 「新たなる出発点」
- ふれ愛スクール2002　第1,2,3ステップ、2002報告書
- 第16回「JC杯争奪サッカー大会」開催
- 9月度例会　講師：藤岡薫 「フリーマーケットはこうやる～それが社会のためになる～」
- 10月度例会　講師：美濃喜介 「わたしたちのまちは合併するの?」
- 11月度例会　講師：小守康範 「メディアをいかす!」
- 勉強会 「わたしたちのまちは合併するの?」について語り合おう

2003年（平成15年）
- 第46代理事長　植林 敬明
- スローガン「誇り高き志～SKILLからWILLへ～」
- 勉強会　講師：青木敏彦 「まちづくり応援団」
- 2月度例会　講師：椋本彦之 「LOM改革」
- 勉強会　講師：石橋康幸
- パネルディスカッション　「まちづくり応援団」 ～行政はどんな合併を考えているのか?～
- 3月度例会　講師：麹谷和也 「ビジネスから環境～そして環境からビジネス」
- 4月度例会　講師：森元恒雄 「まちづくり応援団」 ～みんなで考えよう合併のメリット～
- 泉州地域合同例会　講師：アグネス・チャン 「～AREA･SENSYU～」「愛と平和と自由」「ドン・ドン・ドーンJC大学応援団　檀紀揚げ～!」
- 6月度例会　講師：谷口恵司郎 「親から子のメッセージ」
- 勉強会　講師：新田谷修司 「まちづくり応援団」～泉州南の合併～
- 第17回「JC杯争奪サッカー大会」開催
- 9月度例会　講師：堀之内九一郎 「虎の息吹」資金ゼロからのスタート
- 10月度例会　講師：石丸次郎 「伝える」～地域市民としての自覚～
- 11月度例会　家族例会「ファミリー」 勉強会　講師：尾藤公 「考える者、教えられる者」
- 市町村合併推進運動（横断幕設置、ビラ配布、住民アンケート、議員アンケート実施）

2004年（平成16年）
- 第47代理事長　角 竜一
- スローガン「～楽しもうJC運動!楽しもうJC活動～」
- 2月度例会　討論会「青年会議所」
- 3月度例会　講師：義家弘介 青少年問題と地域社会そして教育」
- 泉州地域合同例会　～AREA SENSYU～ 「前へ! JAYCEE!!」 「がんと一緒にゆっくりと」～前向きに生きる～ 講師：絵門ゆう子
- 5月度例会　講師：鬼塚喜八郎 「弱者が必ず勝つ営業の方法」
- シンポジウム開催　講演・フリートーク 「合併からはじまるあたらしいまちづくり!」
- 6月度例会　講師：堺谷守 「関西空港実現の泉佐野青年会議所の貢献」 ディペート（市町村問題、国際貢献、2期島工事）
- 3市2町合併要望書提出（田尻町）
- 第18回「JC杯争奪サッカー大会」開催
- 夢サーキット「世界へはばたけ　夢CIRCUTT」
- 9月度例会　家族例会（陶芸教室）
- 10月度例会　講師：鈴木茂之 「なせばなる100%例会を目指して!」「私のJC活動と後輩達への想い」
- スリーエアポート　伊丹JC主催
- 11月度例会　講師：丸山浩路 「夢・感動」メディアを活用した例会
- 市町村合併推進運動
- 模擬住民投票実施、チラシ配布、「市町村合併の総括」作成

2005年（平成17年）
- 第48代理事長　射手矢 康之
- スローガン「夢にChallenge!～希望は若さのエネルギー～」
- スマトラ沖地震　街頭募金
- 2月度例会　模擬委員会、模擬理事会
- 3月度例会　講師：林良平
- 人形劇：全国犯罪被害者の会
- あすの回 「行動しよう未来の大人たちへ他人事ではなく私の事として」
- 泉州地域合同例会 ～広域的に“更なるJCの価値”の創造を目指して～　講師：佐々淳行「日本の夜明けを迎えるにあたって」
- 5月度例会　講師：花岡隆之 「中小企業診断士に学ぶ経営の基本」
- 6月奴隷会　講師：高田延彦、島田裕二 「PRIDE IN IZUMISANO」
- 第30回郷土芸能の集い設営
- 第19回「JC杯争奪サッカー大会」開催
- 大阪ブロック協議会31LOM合同例会
  - 講師：義家弘介「大阪はひとつ　おててつないで浪花道いこか」「現在（いま）気づき、未来の大阪のために」
- 10月度例会　講師：船橋伸介 「市民参画のまちづくりをめざして」
- 11月度例会　講師：小林睦郎、小野幸彦 「泉佐野JC報道ステーション2005　メディアと地域とのふれあい そして明るい豊かなまちづくりを目指して」
- 家族会　ルミナス神戸-2 「泉佐野JCはひとつ」～次の時代の担いに～
- LD一泊研修会「愛知で英知を学ぶ」 中部国際空港、トヨタ博物館見学
- パキスタン地震　街頭募金
- 勉強会　講師：新田谷修司 「地域主権を考える」

2006年（平成18年）
- 第49代理事長　山下 潤一郎
- スローガン「～変革は未来への遺産～」
- 2月度例会　講師：土屋龍一郎 「半世紀の資産と未来への誓い」
- 3月度例会　講師：岡本良典 「生まれ変わるゴミ環境」
- 泉州地域合同例会 ～今こそ　SENSYU　一丸!～
  - 講師：錣山矩幸（元関脇：寺尾）「私の相撲人生、～困難を輝きに変える～」
- 5月度例会　講師：吉村憂希 「次世代に向けて～『青年世代が変える、子供たちの世界!』」
- 全体事業　第一回全体清掃
- ジャワ島地震　街頭募金
- 6月度例会　講師：吉田猫次郎 『危機回避!「倒産防止について考える」』
- 勉強会　「サッカー大会の意見交歓会」
- 第31回郷土芸能の集い 「温故知新」　おばけ屋敷
- 大阪府知事感謝状　贈呈式
- 第20回JC杯争奪サッカー大会
- 9月度例会　講師：月亭遊方市（落語家） 「みんな違って当たり前～笑いがはぐくむ心の豊かさ～」
- 未来につながる、事業を行うために」
- 全体事業　第2回全体清掃
- 11月度例会　講師：伊藤明子 「ビジュアル力～見た目9割に効く色～」
- 5月上旬～10月下旬　全体事業 「このまちで美しく生きよう」

2007年（平成19年）
- 第50代理事長　脇田 拓也
- スローガン「～夢 again～　新たなる青年の夢、未来への誓い」
- 定時総会
- 2月度例会　講師：高原昭子 「茶道から学ぶ「おもてなしの心」
- 歴代理事長懇談会
- 2月24日創立50周年記念祝賀会
- 勉強会
  - 世間の常識、JCの非常識、ここがへんだよSANO-JC
  - チョット言わせて! Part I
- 3月度例会　講師：左近哲也 「左近哲也に学ぶ経営学」
- 勉強会
  - 世間の常識、JCの非常識、ここがへんだよSANO-JC
  - チョット言わせて! PartII
- 4月度例会　講師：隂山英男 「不易流行～今こそ泉州力発揮!」～学力の新しいルール～
- 5月4日　50周年記念植樹
- 5月度例会『道』 関空第2滑走路オープン記念2007 新地球 RUN in KIX
- 讃美運動～このまちで美しく生きよう～
- 6月度例会　講師：野口健 「地方都市における清掃美化運動のあり方 ～無関心な人々を変革させるには～」
- JCI泉佐野創立50周年記念式典・懇親会
  - 講演会　講師：山本博「『道』弛まぬ歩み　未来への行進」

2008年（平成20年）
- 第51代理事長　千代松大耕
- スローガン「『底力』～変わらない情熱　進化するJC～」
- 2月度公開例会　講師：熊谷彰 「世界から見た日本の国際都市ってどうなの?」
- 3月度公開例会　講師：牟田静香 「行列ができる講座とチラシの作り方」
- 4月　泉州地域合同例会　講師：上甲晃 「志 “志あるものは事ついになる” ～気高き泉州～」
- 5月度公開例会　講師：後藤亮子 「豊かな人間関係を創るために」
- 6月度公開例会
  - 第1部 基調講演　講師：森下一 『子どもたちが危ない～今、大人たちができること～』
  - 第2部 講師：湯沢大地、池田雅之、市川慎一、上江洲慎、鴨野基
  - てらこや活動報告
- 9月度公開例会　講師：中野千秋甫 「自己を伝え、人を知る」
- 10月度公開例会　講師：福島達也 「意識改革」
- 11月度公開例会　講師：永瀬忠志「つらぬけ! リヤカーマンの地球一周」

2009年（平成21年）
- 第52代理事長　大工 裕一郎
- スローガン『JAYCEEの本能を呼び起こせ　～真価をめざして～』
- 2月度例会　講師：高野哲正 「近畿地区協議会の中の泉佐野JCのあり方」
- 3月度公開例会 「まちおこし甲子園～まちづくりプランコンテスト～」
- 4月　泉州地域合同例会　講師：小野田正利 「先生と保護者のいい関係づくり～学校へのイチャモン（無理難題要求）のウラにあるもの～」
- 5月度公開例会　講師：明貝一平 「リーダーとして今こそ立ち上がれ!～明るい豊かなまちづくりのために～」
- 6月度公開例会　講師：河原尚行 「YEGとの合同公開例会　貧困紛争　世界の現状に目を向けろ!!」
- 9月度公開例会　講師：八木秀次 「『ゆとり教育がもたらしたもの』 ～未来を託す子ども達のために～」
- 10月度公開例会　講師：樋口武男 「会社を熱くすれば人は幸せになる」
- 11月度例会　講師：谷岡樹 「～新たな歴史を刻むために～」

### 2010年代
2010年（平成22年）
- 第53代理事長　角谷 慎治※『角』は異体字(下部分が「用」)
- スローガン『真直ぐに　志を抱いて「せめて私だけは」の精神で』
- 2月度公開例会　講師：大山泰弘 「ノーマライゼーション社会の実現」～障がい者雇用の歴史と今後～
- 3月度公開例会　講師：古谷孝生、中村直人、高田鉱久 「未来へのシュートを決めよう」
- 4月　泉州地域合同例会　講師：柳本晶一 「負けから勝ちへ　心が動けば再生できる」
- 5月度公開例会　講師：新田谷修司 「関西国際空港の存在意義　住民として知る権利がある!!」
- 6月度公開例会　講師：坂田好弘 「今こそキャプテンシーを発揮しろ! ～次代を担う青年たちへ熱きエール～」
- 9月度公開例会 「早朝から太極拳を学ぼう」
- 10月度公開例会　講師：金子哲雄 「食卓を2割豊かにする買い物術」
- 11月度公開例会 近畿地区会員大会報告『Start over again』

2011年（平成23年）
- 第54代理事長　菊野 義和
- スローガン『凡事徹底　～『夢』を叶えるため、『想い』は遂げるために～』
- 2月度例会 「地域経済の活性化する手法をみんなで考えよう。」100%だよ全員集合
- 3月度公開例会 「佐野くどきを踊ろう!」
- 4月　泉州地域合同例会　講師：横峯吉文 「すべての子どもは天才である」～未来をかなでる4つのスイッチ～
- 5月度公開例会　講師：下城民夫 「Twitter入門」
- 6月度例会　講師：大川伸郎 人生ゲーム～JC版～「理事長への道　JCっておもろいやんけっ!!」
- 9月度公開例会 小学生職業体験会　ためしてみよう!いろんなおしごと
- 10月度公開例会　講師：江川昌克 「動画サイトと地域情報」
- 11月度公開例会 「JC秋の大運動会 ～はじめまして、チームメイトです～」

2012年（平成24年）
- 第55代理事長　森口 友博
- スローガン『不屈の心～この刻この一瞬に揺るぎない決意を持って～』
- 2月度公開例会　講師：道上洋三「～こんにちはパーソナリティー 道上洋三と泉佐野JCです～」
- 3月度公開例会 「親子の学び舎～地域のたから探し! まずはこどもから～」
- 4月　泉州地域合同例会　講師：武田邦彦「武田先生のホンマでっか!? セミナー『子どもの命は大人が守る!!』」
- 5月度公開例会 「第5回わんぱく相撲　泉佐野場所～わんぱくでもいい!礼儀と思いやりのある子ども!～」
- 6月公開例会 創立55周年記念事業　世界へチャレンジ!～世界へ誇れるまちを目ざして～
- 9月度公開例会　講師：宮本勝浩 「『カジノ』はこのまちに、いる? いらん?」
- 10月度公開例会 JCI泉佐野創立55周年記念式典「世界に誇れるまちをめざして」
- 11月度公開例会　講師：永松茂久 「誰と出会うかで人生は大きく変わる」

2013年（平成25年）
- 第56代理事長　中野 智啓
- スローガン『実践躬行～『自覚』を持ち、『責任』を果たす～』
- 2月度公開例会　講師：野坂祐子 「聞き漏らすな子ども達からのSOS」
- 3月度勉強会　講師：大川伸朗 パーソナルダイナミクス
- 4月　泉州地域合同例会　講師：木村俊昭 「泉州再生フォーラム　見つけた!ひと★まち★歴史～郷土のたからで泉州再生～」
  - 第1部映像紹介
  - 第2部　基調講演
  - 第3部　パネルディスカッション
- 5月公開例会 『輝け!明日の光!』」
- 第6回わんぱく相撲　泉佐野場所『輝け!明日の光!』」
- 6月度公開例会 「教育プロレス」
- 9月度例会　講師：森西聖 「会員拡大セミナー」
- 10月度公開例会　講師：中平良太 「IRのテーブルディスカッション（カジノを含めた総合型リゾート施設誘致）」
- 11月度公開例会 「第1回小学校対抗大運動会『SANOリンピック』」

2014年（平成26年）
- 第57代理事長　向井 清人
- スローガン『不易流行～覚悟を決めて未来へ繋ごう～』
- 2月度公開例会　講師：泉佐野市認知症キャラバン・メイト 「認知症サポーター養成公開講座」
- 3月度公開例会　講師：柴山香奈、池端美和、似鳥陽子 「女性が活躍できるための社会づくり!」
- 4月　泉州地域合同例会　講師：林修 「モチベーションアップの方法」
- 5月度公開例会
- 第7回わんぱく相撲　泉佐野場所
- 6月　全体事業
  - 第2回小学校対抗大運動会「SANOリンピック」
- 7月度例会
  - 一日修行体験
- 9月度公開例会　講師：道下栄治 「泉佐野市の財政問題を考える! ～過去から現在、そして未来へ～」
- 10月度公開例会　講師：沖田裕子、森本一成、島田洋七
  - 島田洋七さんと考える認知症フォーラム～認知症になっても安心して暮らせる地域づくり～
  - 事前勉強会：地域で認知症の方々を支える方法
  - 講演 1：地域で一番受けたい認知症の授業
  - 講演 2：がばいばあちゃんから学ぶ地域での支え合い

2015年（平成27年）
- 第58代理事長　藪木 正純
- スローガン『躍進!!～太き志と供に～』
- 2月度公開例会　講師：小澤和夫、蓮尾久美 「あなたの想い伝わっていますか？尊厳死を考える～他人事ではない、それぞれの考え方～」
- 3月度公開例会　講師：角谷俊彦、宮脇泰彦 「古きを知り新しきを知る」
- 4月　泉州地域合同例会　講師：中村文昭 「未来へ繋げる人間力」～大阪再興は泉州から～
- 5月公開例会
- 第8回わんぱく相撲　泉佐野場所
- 8月度公開例会　講師：小林一行 「第一印象の磨き方」
- 9月度公開例会　講師：ジェフ・バーグランド 「グローバルフェア ～世界とふれあう一日～」
- 10月度公開例会　講師：宮本貴朗 「インターネットのセキュリティを考えよう」
- 11月　田尻町選挙における公開討論会

2016年（平成28年）
- 第59代理事長　室谷 達也
- スローガン『義～義の精神溢れる美しきまつづくりの実現～』
- 2月度例会　講師：大石義信、佐久間健、廣岡大雄 「規範意識と組織運営の向上」
- 3月度公開例会　講師：出原豊久 「目からウロコの販促術!『A4』1枚アンケート広告成法セミナー」
- 4月　泉州地域合同例会　講師：ゴルゴ松本 「夢は叶う ～泉州の宝に夢の懸け橋を～」
- 5月度公開例会
- 第9回わんぱく相撲　泉佐野場所
- 8月度例会　講師：東口剛 「JCI泉佐野創立60周年に向けて」
- 9月度公開例会 「KITフェスティバル～地域のええもん、うまいもん、おもろいもん大集合～」
- 10月度公開例会　講師：西堀敬、藤中達也 「～社長の選択　A社とB社の企業戦略～」

2017年（平成29年）
- 第60代理事長　宮内 善宏
- スローガン『持続可能な魅力ある泉佐野市・熊取町・田尻町づくりの実現～想いを次世代へと繋いで～』
- 2月度公開例会　講師：やまもとまゆみ 「発達障害という個性を考える ～煌く人間力～」
- 3月度公開例会　2017年度全体事業KIX泉州国際化プロジェクトProject1　講師：北林功、赤木攻、中平良太
  - 「ワクワクする未来をつくろう! 泉州国際化フォーラム～泉州のポテンシャルから考えるデザイン国際都市化、そして地域の発展～」
- 4月　泉州地域青年会議所合同例会　講師：正木明 「イクメンお天気キャスター直伝　忙しくても大丈夫! 今すぐできる子育て術 今こそ見せよう大人の背中～子供たちの未来のために～
- 5月度公開例会
- 第10回わんぱく相撲　泉佐野場所
- 8月度公開例会　講師：比田井和孝 「私が受けたいココロの授業 ～幸せな人生を歩むためにとても大切なこと～」
- 5～8月　2017年度全体事業KIXＸ泉州国際化プロジェクトProject2（KIX泉州国際化ちき大学）
  - 第1回　講師：石川浩司、谷圭男 「関空の現状と先週の発展の大きな可能性」
  - 第2回　講師：王静 「中国人観光客の期待と傾向」
  - 第3回　講師：辻本千春 「マーケットインの土産物学」
  - 第4回　外国人とのセッション・外国人パネルディスカッション
  - 第5回　外国人に購入した土産物をアンケート調査・フィールドワーク
  - 第6回　KIX泉州観光産業ビジネスプランコンテスト審査
  - NIPPONみやげコンテスト
- 2017年度全体事業KIX泉州国際化プロジェクトProject3
  - NIPPONみやげコンテスト
- 2017年度全体事業KIX泉州国際化プロジェクトProjiect4
  - KIX泉州観光産業ビジネスプランコンテスト
- 9月度公開例会
- 2017年度全体事業KIX泉州国際化プロジェクトProject5　講師：裏千家前家元　千 玄室
  - KIX泉州国際化フォーラム&関空SAMURAI町屋～SAMURAI DEEP JAPAN FESTA in KIX～
- KIX泉州国際化フォーラム
- JCI泉佐野創立60周年記念式典

2018年（平成30年）
- 第61代理事長　家次 智史
- スローガン「雲外蒼天　～まち・ひと・そしきの成長を遂げて～」
- 1月度総会
- 2月度例会　講師：近畿大学総務部広報室　江川丈晴 「近大流コミュニケーション戦略」
- 3月度例会　講師：株式会社ICB　代表取締役　瀧井智美 「一人ひとりのライフスタイル～理想の生活を描くワーク・ライフ・バランス～」
- 4月度例会　講師：谷本理恵子 「異業種交流会 売り上げをぐーんっとアップさせる! お客様に『伝わる言葉』講座」
- 5月度例会
- 第11回わんぱく相撲泉佐野場所
- 6月度例会  2019年度役員候補者選出選挙及び理事長・監事選出委員会選挙
- わんぱく相撲大阪府決勝大会　泉佐野場所よりわんぱく力士8名出場
- わんぱく相撲全国大会　泉佐野場所よりわんぱく力士1名出場
- JCI篠山との交流及び家族交流会
- 6月 泉州地域青年会議所合同例会 「魅せろ泉州　～Sense the “Sensyu Fascination"～」
- 7月度総会
- 西日本豪雨災害募金活動
  - 近畿地区大会葛城大会ブース出展
  - 泉州玉ねぎを使用したチヂミ提供
- 8月度例会「水活わーるどフェスタinりんくう」
- 9月度例会（豪雨災害のため中止）
- 「地産地消と食育のすすめ」
- 大阪ブロック大会松原大会ブース出展
  - 泉州玉ねぎを使用したチヂミの提供
- 10月度例会　講師：北浦善裕
- JCI日本公認プログラム　VMV（Vision Mission&Values）
- 11月度臨時総会
- 褒章授与式
- 卒業式

2019年（平成30年、令和元年）
- 第62代理事長　北庄司 知之
- スローガン「改革元年　～未来永劫存続する魅力有る地域団体へ～」
- 1月度総会
- 3月度例会
- 現役力士による相撲教室の開催
- 泉佐野市長選挙における公開討論会
- 5月度例会
- 第12回わんぱく相撲泉佐野場所
- 6月度例会
- 2020年度役員候補者選出選挙及び理事長・監事選出委員会選挙

- 泉州地域青年会議所合同例会

- SDGsカードゲーム、二宮市の基調講演への参加
- わんぱく相撲大阪府決勝大会　泉佐野場所よりわんぱく力士8名出場
- 7月度臨時総会
- 異業種交流会
- りんくうマーブルビーチにてBBQ
- 9月度例会
- 夜市（地域ブース・子どもブース・露店ブース）
- 大阪ブロック大会吹田大会ブース出展
- 犬鳴ポーク肉みその提供
- 台風19号緊急災害支援募金活動
- 家族交流会
- 11月度臨時総会
- 勉強会
- JCゲーム
- 褒章授与式
- 卒業式

### 2020年代
2020年（令和2年）
- 第63代理事長　西村 拓憲
- スローガン「一致団結　～みんなで成し遂げよう　そしきづくり、まちづくり、ひとづくりを～」
- 1月度総会
- 熊取町長選挙における公開討論会
- 2月度勉強会
- JC公認プログラム VMV（Vision Mission&Values）
- 4月度家族交流会（新型コロナウイルス感染拡大防止のため中止）
- 5月度例会
- 第13回わんぱく相撲泉佐野場所（新型コロナウイルス感染拡大防止のため中止）
- 園児たちの新型コロナウイルス感染拡大防止策として子ども用マスク配布
- 6月度例会
- 2021年度役員候補者選出選挙及び理事長・監事選出委員会選挙

- 泉州地域青年会議所合同例会 泉州の若者よ立ち上がれ!そして今こそ強くあれ!
  - （新型コロナウイルス感染拡大防止のため中止）
- 7月度臨時総会
- 豪雨災害支援金募金活動
- 異業種交流会
- 10月度例会 「新しい働き方の選択～出会いのカケラが人生をつくりだす～」
- 11月度例会「りんくうSMILE2020」
- 12月度臨時総会
- 褒章授与式（新型コロナウイルス感染拡大防止のため延期）
- 卒業式（新型コロナウイルス感染拡大防止のため延期）

2021年（令和3年）
- 第64代理事長　布田 拓也
- スローガン「威風堂々　～新時代へ　異彩を放つ～」
- 1月度総会
- 3月度臨時総会
- 3月度例会　講師：銀行取引アドバイザー　柴口敏一 「中小企業に活力を ～仲間と知識でのその先へ～」
- 異業種交流会（新型コロナウイルス感染拡大防止のため中止）
- 泉州地域青年会議所合同例会 「とどけ!鼓動　ONE ROCK 1000」
- 5月度例会
- 第13回わんぱく相撲泉佐野場所（新型コロナウイルス感染拡大防止のため中止）
- 6月度例会
- 2022年度役員候補者選手選挙及び理事長・監事選出委員会選挙

- 勉強会 JCI日本持続可能なビジネス構築委員会を招いての勉強会及び全体事業説明会
- 7月度総会 「プラスチックゴミ補完計画～目指せプラゴミゼロの世界～」
- 8月度例会 「りんくうSMILEプロジェクト～夢のスケッチブック及びオンライン花火大会～」
- 9月度公開例会 「泉佐野丘陵緑地にて『あつまれみんなの森』」（COVID-19の影響により10月に延期）
- 10月度例会 「新しい時代の青年会議所に求められるもの ～新たなる価値観の創造～」
  - 登壇者：布田拓也（2021年理事長）、千代松大耕（第51代理事長　泉佐野市市長）、森口友博（第55代理事長）、宮内善宏（第60代理事長）
  - 65周年についてのクロストークディスカッション
  - 大阪府第19選挙区第49回衆議院議員選挙における公開討論会
- 11月度例会 「社長と一緒に考えよう ～大人になるまでに知っておくべき働き方とお金について～」
- 褒章授与式
- 12月度臨時総会

2022年（令和4年）
- 第65代理事長　熊野 雅樹
- スローガン「共感」～どきどきわくわくするひと・まち・そしき～
- 1月度総会
- 2月度例会（新型コロナウイルス感染拡大防止のため延期）
- 7月度例会に向けた勉強会「プレゼン大会」（3月）
- 3月度通常総会
- 4月度例会　異業種交流会「特別な貴方へのご案内」
- 2月度例会（4月開催）講師：公益社団法人日本青年会議所第45代会頭　樫畑直尚 「なぜJCとして活動するのか」
- 5月度例会
- 第13回わんぱく相撲泉佐野大会熊取場所開催
- ASPAC堺高石大会開催
- 6月度選挙例会
- 6月度異業種交流会「ほんわか家族交流会」
- 「ひと・まちを笑顔に照らそうプロジェクト」発足
- 大阪ブロック野球大会開催
- JCI丹波篠山と家族交流会
- 泉州地域青年会議所合同例会
- SENSHUビーチフェス2022
- 7月2日、3日　近畿地区大会高槻大会開催
- 7月度例会 「あなたは生き残れるか!～災害発生からの72時間～」
- 8月度例会 「65周年記念事業「まちを支える地元力」
- 9月度例会 「日帰りキャンプを楽しもう」
- 大阪ブロック大会八尾大会
- １０月８日、９日、１０日全国大会大分大会
- １０月２３日公益社団法人泉佐野青年会議所創立65周年記念式典
- １０月２９日じゃがいもゴルフコンペ
- １１月度例会「ミレニアル（Ｕ－４５）サミット２０２２～まちづくりは出会いからはじまる～」
- １２月１０日卒業式（１９８２年生まれ卒業）
- １２月度臨時総会
- 褒章授与式「最優秀委員会賞：指導力開発委員会」「理事長特別賞：まちづくり委員会」

2023年（令和5年）
- 第66代理事長　奥野 智大
- スローガン「躍進」～笑顔を創る組織　まちの発展へ～
- 新年賀交歓会
- 2月度例会「さぁ！今こそJCについて考えよう」
- ２月例会を皮切りに通年事業開催 4月セミナー【大阪ブロック協議会においての理念共感拡大への取り組み・ＪＣＩ泉佐野に期待すること】

　　6月セミナー【ＬＯＭにおける理念共感拡大について】
　　7月セミナー【理念共感拡大のアウトプットについて】
　　親睦レクリエーション　Ｉｃｈｉｇｏ　Ｌａｂ　Ｉｚｕｍｉｓａｎｏ／ＨＡＤＯ　ＡＲＥＮＡ
　　新入会員向け、オリエンテーション　2023年1月、4月、7月、10月開催
　　8月テスト【「ＪＣ理念」に関するテストの実施】
- 3月度例会「3月度異業種交流会」
- 3月度通常総会
- 2023年度 泉州地域青年会議所合同例会　Load To 大阪・関西万博　SENSYU　EXPO　2023　～ 泉州が継ぐ伝統・泉州が切り拓く未来 ～
- 4月度例会「ＷＡＳＥー1グランプリ2023」
- 5月度公開例会「第14回わんぱく相撲　泉佐野大会　田尻場所」
- ６月度例会「選挙例会」
- 実効性のあるPR方法の開拓でインスタフォロワー募集　活動エリア内の多数のイベントに出店
- 7月度例会「7月度異業種交流会」
- 9月度例会「泉佐野健康フェスタ」
- 10月度例会「伝統の絆　稲刈り・しめ縄・餅つき祭りで地域の結びつきを育もう」
- 11月度例会「りんくうSMILE2023」
- 12月度例会　卒業式
- 12月度臨時総会及び褒章授与式

2024年（令和6年）
- 第67代理事長　中　健二
- スローガン「共創」～人が輝くまち まちが人を輝かせる～
- 新年賀交歓会
- 熊取町長選挙公開討論会
- ２月度例会「はじめて創る例会レシピ～魔法のツール・マインドマッピング～」
- ２月度レクリエーション　担当：まちの未来創造室
- 3月度例会「人間ってすばらしいんだよ～個性って素敵なフレーズ～」
- 3月度通常総会
- 2024年度 泉州地域青年会議所合同例会　「わくわくワークでわっくわく！ＷＫＤ世　　界に子どもたちの夢を」
- 4月度例会「インバウンド誘客ビジネスマッチング～地域（まち）のええとこよってって～！！～」
- ４月度レクリエーション　担当：組織の力・未来の宝室
- 5月度例会「第15回わんぱく相撲　泉佐野大会　泉佐野場所」
- ６月度例会「選挙例会」
- ６月度レクリエーション　担当：人財発掘室
- JCI丹波篠山と交流会
- 理念共感拡大事業「理事体験～理ッザニア泉佐野～」
- 実効性のあるPR方法の開拓で各公益事業有料広告配信
- JCカップ大阪府予選大会
- 近畿地区ブロック大会ブース出展
- 7月度例会「ひと(人）つなぎの大運動会」
- 8月度例会「真夏のスプラッシュ大作戦」
- 9月度例会「りんくうＳＭＩＬＥ2024～Ｍ（みやげ）ー1グランプリ」
- 10月度例会「青年会議所ってどんなところ？　２０２５年ブロック大会の主管LOMになろう。」
- 11月度例会「今日から俺も」
- 12月度例会　卒業式
- 12月度臨時総会及び褒章授与式

## 主な継続事業
- わんぱく相撲（2022年現在で第13回）

## 移管事業
1993年
- 「郷土芸能の集い」を泉佐野市観光協会へ移管
- 「JC健康マラソン」を泉佐野市社会体育課へ移管